# Asplenium pseudofontanum
Asplenium pseudofontanum là một loài thực vật có mạch trong họ Aspleniaceae. Loài này được Kossinsky miêu tả khoa học đầu tiên năm 1922.